# SheZow

SheZow es una caricatura australiana-canadiense de comedia de superhéroes. Presenta las aventuras de un niño que inadvertidamente hereda el rol de una superheroína, lo que le impone un diseño femenino explícito en apariencia a su disfraz y equipamiento.
Comenzó a emitirse al aire por la señal Network Ten en Australia el 15 de diciembre de 2012. La serie está dirigida a niños de 6 a 11 años. Fue producida por Moody Street Kids, Kickstart Productions, SheZow Productions y ObieCo, fue distribuida por DHX Media, y financiada en parte por Film Victoria. El diseño fue realizado por la artista australiana Kyla May.
Hasta diciembre de 2013, se han realizado 52 episodios de once minutos, que se transmiten en pares para hacer una temporada de 26 episodios de media hora. En una entrevista de 2013, Wade expresó interés en hacer una segunda temporada.

## Sinopsis
El protagonista de la serie, un adolescente de 14 años llamado Guy Hamdon, descubre el anillo de poder de la superheroína SheZow heredado de su difunta tía Agnes; luego se transforma en una mujer disfrazada luchadora contra el crimen al pronunciar la frase "You go girl!" con la ayuda de su hermana Kelly.
Si bien el anillo de poder le da superpoderes, solo estaba destinado a ser usado por una chica, por lo que Guy debe usar un disfraz de superhéroe femenina mientras lucha contra el crimen.

## Personajes

### Protagonistas
- Guy Hamdon/SheZow
- Kelly Hamdom
- Maz Kepler

### Aliados
- Sheila
- Droosha Hamdon
- Oficial Boxter Hamdon

### Villanos
- Brouhaha
- Cold Finger
- Disquepulpo (Mocktopus)
- Dulce Rapero (Candy Rapper)
- Le Pigeon
- Señor Yo-Yo
- SheZap
- Tara
- Tatuzila (Tattoozala)

## Recepción
El programa fue considerado controversial principalmente por varios grupos cristianos por usar transformismo y travestismo como una fuente de humor, incluida la web de One Million Moms, afiliada a la Asociación de la Familia Americana que es uno de los grupos a los que está dirigido. En respuesta, el creador de la serie Obie Scott Wade declaró: "SheZow no es transgénero, es un niño, su género nunca cambia, está atrapado en un traje absurdo". También agregó que no le resulta nada inapropiado para los niños, porque la idea le vino en su juventud.